# Brama Grudziądzka w Chełmnie
Brama Grudziądzka, także Bramka dawniej Grubieńska – zachowana brama miejska Chełmna z XIII wieku.

## Historia

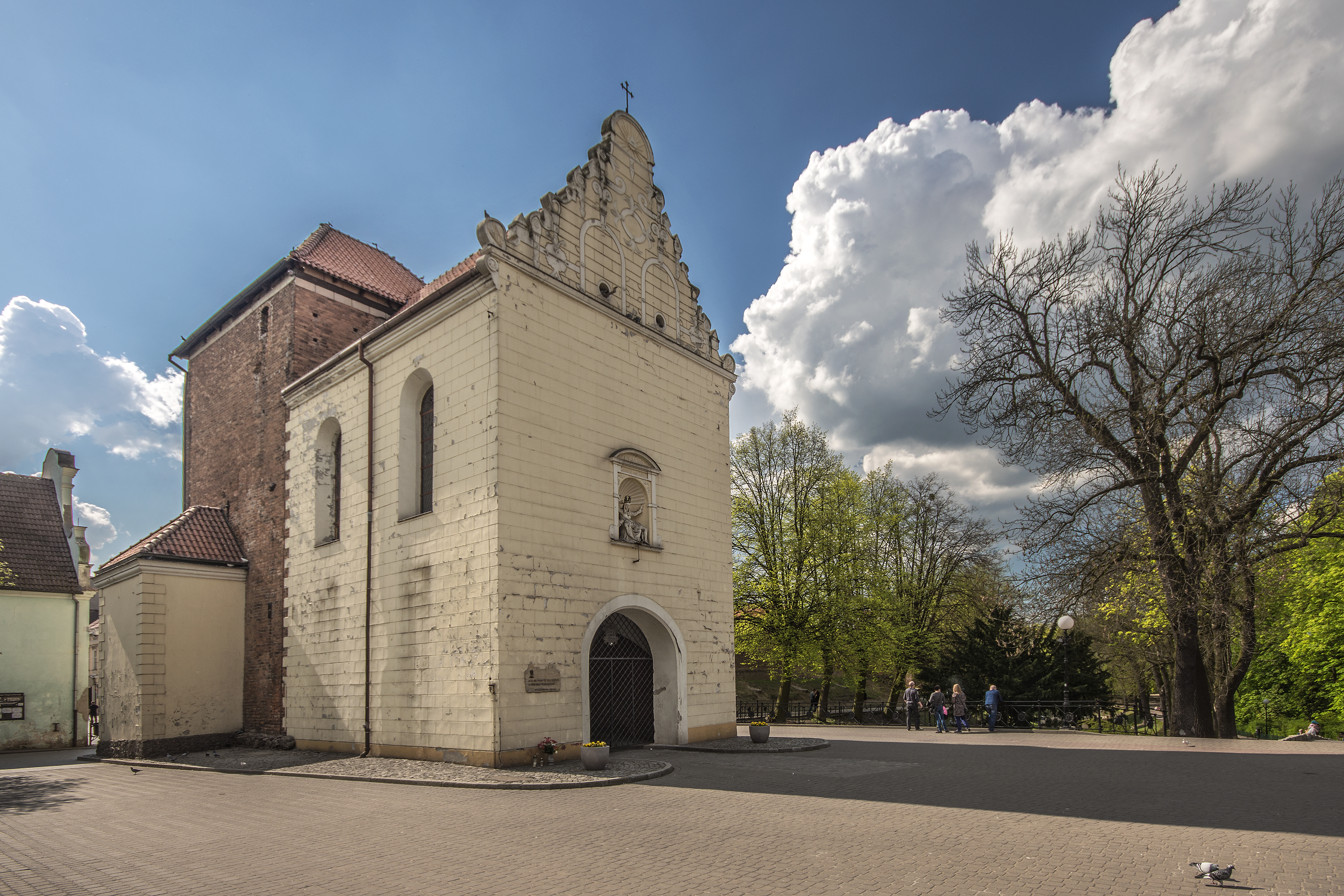
Brama widziana od strony ul. Dworcowej, na pierwszym planie renesansowa kaplica

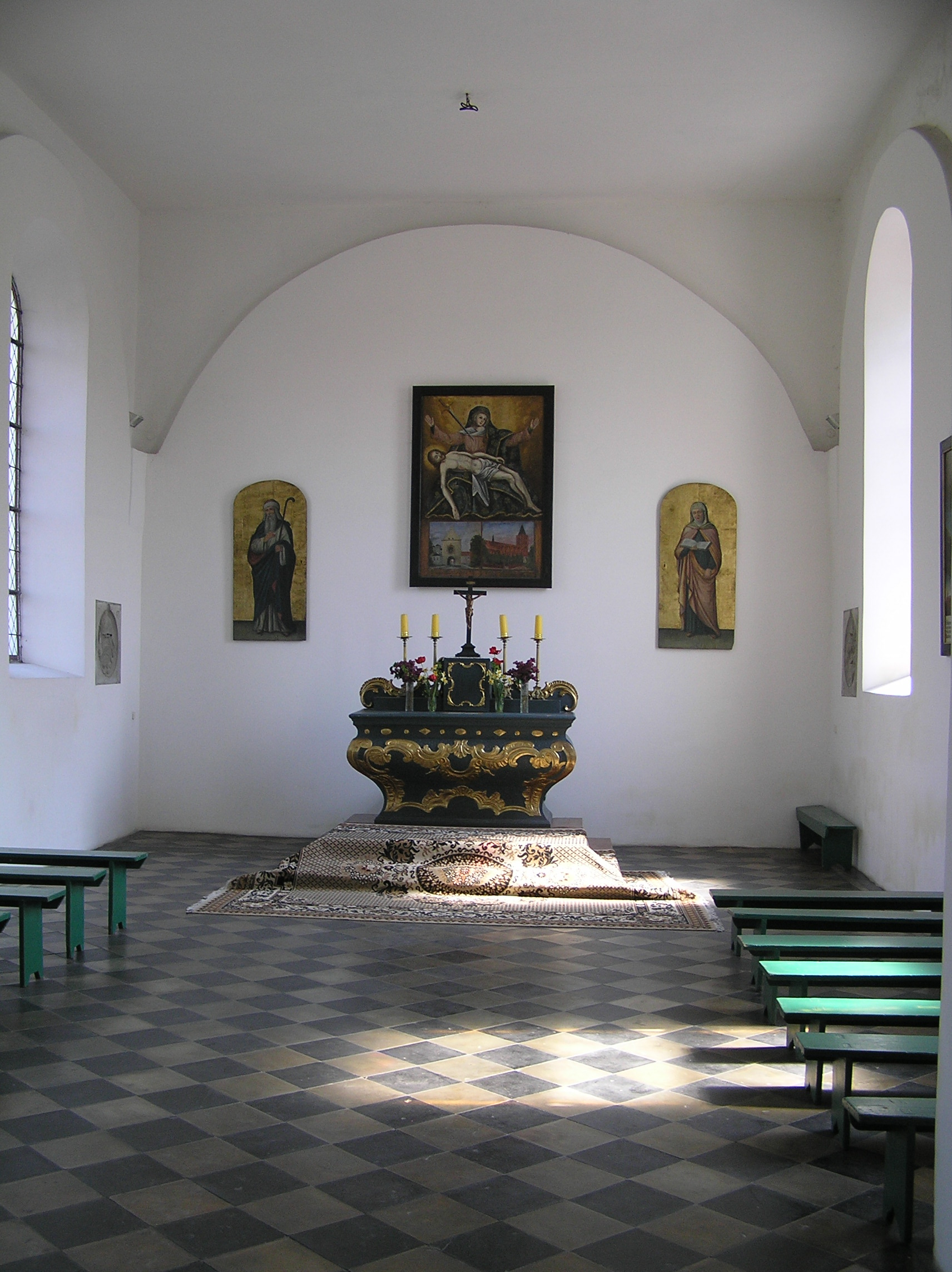
Wnętrze kaplicy

Wybudowana w II połowie XIII wieku Brama Grudziądzka usytuowana jest u zbiegu ulic Grudziądzkiej i Dworcowej. Przed wiekami była główną bramą wjazdową do miasta (jedną z siedmiu wówczas istniejących). Pierwotnie brama ta istniała jako wieża, przed którą znajdował się głęboki rów a wjazd umożliwiał zwodzony most. Brama była siedzibą więzienia miejskiego. W 1694 roku w miejsce przybudówki i mostu zwodzonego wybudowano renesansową kaplicę, dzięki której brama uniknęła w XIX wieku rozbiórki jak pozostałe.